# Syringa vulgaris 'Flora 1953'
Syringa vulgaris 'Flora 1953' (Флора) — сорт сирени. Используется в озеленении, для срезки и поздней выгонки.  Один из лучших сортов с белой окраской цветков.

## Описание сорта

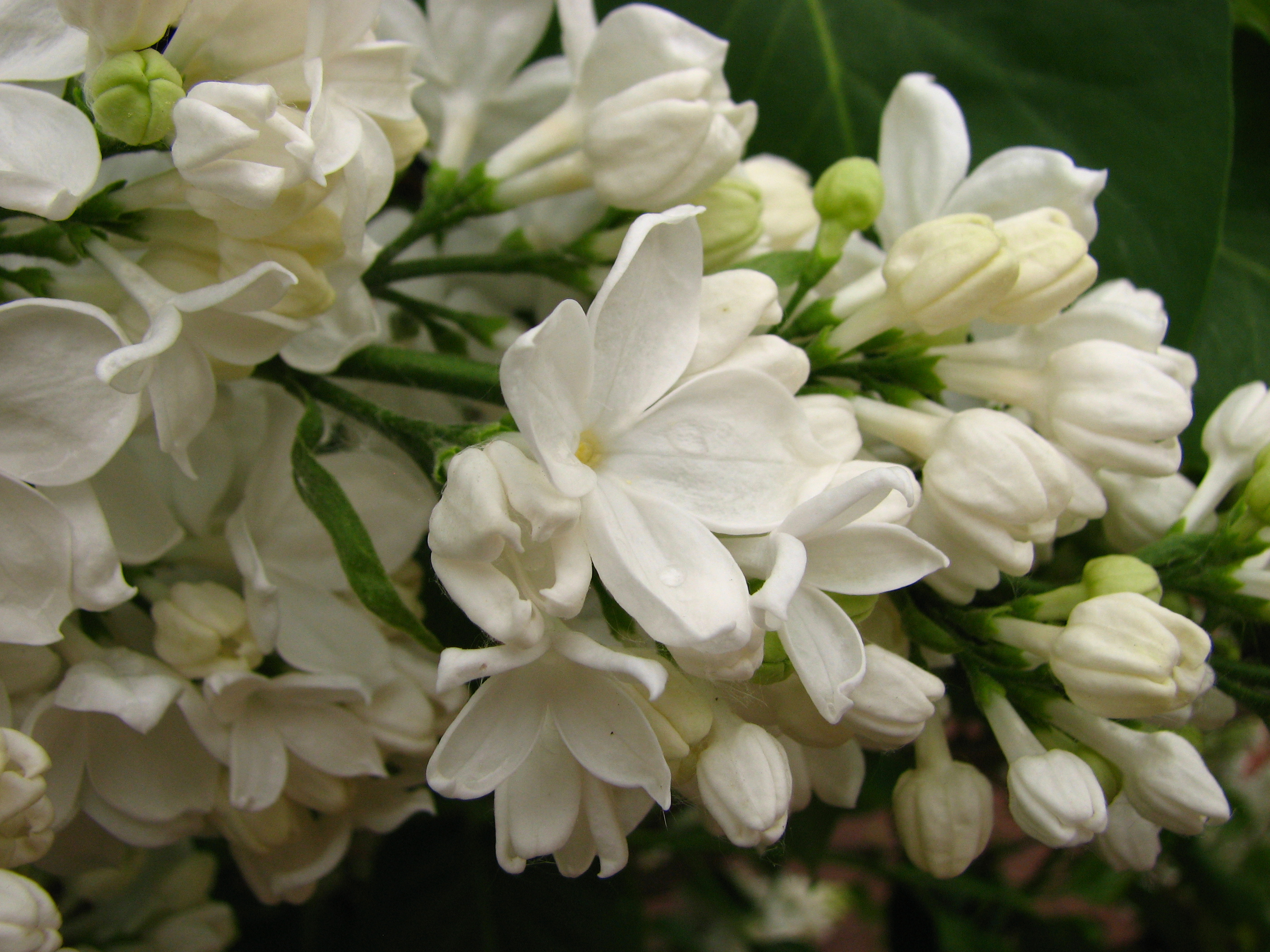

Кусты сильнорослые (до 3 метров высотой), широкие, с разреженной кроной и прочными, толстыми побегами. 
Листья светло-зеленые, крупные. 
Бутоны зеленовато-кремовые. Цветки чисто-белые, очень крупные, диаметром более 3 см, простые, очень ароматные; лепестки широкоовальные, со слегка приподнятыми краями и загнутыми клювовидными кончиками. 
Соцветия крупные, стройные, из одной, реже двух пар пирамидальных, довольно прочных, ажурных метелок размером 25×9 см. 
Цветёт умеренно, в ранние сроки. В Минске цветёт ежегодно, умеренно, с 23 мая до 5 июня
(13—14 дней). Семена завязывает хорошо.

## В культуре
Зоны морозостойкости от 3 до более тёплых.
Хорошо размножается вегетативным способом. Приживаемость окулировок достигает 70—85 %.
Предпочитает влажные плодородные слабокислые или слабощелочные почвы, не выносит затопления.
Может поражаться вирусными заболеваниями.
Привитый сорт для уменьшения корневой поросли высаживают выше уровня почвы на 3—4 см, корнесобственные — высаживают так, чтобы корневая шейка была на одном уровне с почвой. Заправляют посадочные ямы перегноем или компостом, перемешав её с садовой землей. Подкармливают два раза в сезон: весной — по снегу и после цветения. Рекомендуется поливать в период цветения и роста растений. Взрослые растения обрезают, удаляя старые, отмирающие побеги, а также побеги растущие внутрь кроны. После цветения удаляют отцветшие соцветия. У привитых сиреней удаляют поросль.